# PEM - Philippe Edwin Marie
PEM, de son vrai nom Philippe Edwin Marie est une personnalité mauricienne. Sculpteur, il est une figure emblématique du Caudan Waterfront de Port Louis à l'Ile Maurice.

## Biographie
PEM connait une enfance difficile. Abandonné à l'âge de deux, il grandit dans un couvent avant d'être recueilli par un couple. La fratrie compte six enfants, il deviendra leur serviteur et sera maltraité pendant deux ans avant de s'enfuir. Il vit jusqu'à ses dix=-huit ans de petits boulots dans les rues de la capitale mauricienne. 
Il retrouve alors sa mère biologique chez qui il s'installe, et trouve du travail à la municipalité. Sa mère lui réclamant une somme qu'il ne peut lui prêter, elle ira l'accuser de vol d'outils auprès de son employeur alors qu'il ne faisait que les garder chez lui. Il sera rétrogradé mais travaillera jusqu'à la retraite comme "laboureur" pour la ville de Port Louis. 
Il est marié et a deux enfants ,.

## Sculpture
Alors qu'il a une trentaine d'années, PEM tombe sur une racine d'eucalyptus et la sculpte. Un touriste reconnait Nelson Mandela dont PEM n'a jamais entendu parlé et lui achète l'œuvre. À partir de ce moment, il décide de travailler le bois et cette passion ne le lâchera plus. Ayant remarqué son talent, un directeur d'hôtel lui propose un espace pour exposer, ce qu'il fera pendant 18 ans en parallèle de son travail.
PEM transforme un bout de bois de letchi, de longane, de goyave en personnages de bois bruts. Ses statues sont souvent rieuses, malicieuses, chaque œuvre est unique et toutes ont de petits détails dont PEM connait et se plait à raconter l'histoire.
L'artiste a depuis installé son atelier au cœur du Caudan Waterfront et expose régulièrement. L'exposition "Un Homme est Passé" qualifie l'artiste et son œuvre de patrimoine vivant mauricien.